# Лорц, Йозеф
Йозеф Адам Лорц (нем. Joseph Adam Lortz; 13 декабря 1887, Гревенмахер, Люксембург — 21 февраля 1975, Люксембург) — люксембургский католический священник и историк римско-католической церкви. Был высоко ценимым историком Реформации и экуменистом. Начиная с 1940-х годов, Лорц сделал свои экуменические взгляды доступными для широкого круга читателей, а также для учёных, чтобы способствовать примирению между католиками и протестантами. Его труды сыграли определённую роль в мышлении, которое проявилось в Декрете Второго Ватиканского собора об экуменизме «Unitatis Redintegratio» (21 ноября 1964 года).
Многие работы Лорца посвящены вопросу отношений между Римско-католической церковью и Реформацией. Его самой известной работой остается Реформация в Германии.

## Жизнь
Йозеф Лорц был вторым младшим из семерых детей. Окончив гимназию бенедиктинского аббатства Эхтернах, он изучал философию и теологию в Григорианском университете в Риме с 1907 по 1910 год и в Университете Фрибурга с 1911 по 1913 год. Здесь на него оказал влияние профессор и специалист по патристике Иоганн Петер Кирш, который посоветовал ему изучить Тертуллиана и церковного историка Пьера Мандонне. Он был рукоположен в сан священника в 1913 году в соборе Нотр-Дам в Люксембурге. С 1913 по 1923 год он жил в Бонне, где историки церкви и реформации Генрих Шрёрс и Йозеф Гревинг оказали влияние на его дальнейшее интеллектуальное развитие. В 1917 году он стал научным секретарём редакционной коллегии серии Corpus Catholicorum.
Лорц защитил докторскую диссертацию в Боннском университете в 1920 году. Он намеревался также получить там свою хабилитацию под руководством учёного-патриста Альберта Эрхарда. Однако Эрхард считал, что церкви нечего бояться модернизма, в то время как Лорц был критиком модернизма, сторонником Пия X, осудившего модернизм в 1907 году. Поэтому для дальнейшего обучения Лорц отправился в Вюрцбургский университет в 1923 году. В Вюрцбурге он работал приват-доцентом под руководством Себастьяна Меркле, а также служил капелланом. В 1929 году он получил должность профессора в Collegium Hosianum в Браунсберге в Восточной Пруссии. После захвата власти нацистами в 1933 году опубликовал трактат о «католическом примирении с национал-социализмом» (Katholischer Zugang zum Nationalsozialismus). В 1935 году он перешёл на кафедру общей церковной истории с особым упором на историю миссий в Мюнстерском университете. Он был членом нацистской партии, но вышел из неё в 1938 году.
После войны он преподавал в Университете Майнца с 1950 года до своей смерти в 1975 году. Он также был директором Института европейской истории в Майнце в отделе истории западных религий. Его преемник на этом факультете Петер Маннис, был редактором тома сочинений Лорца, опубликованного в 1987 году к столетию со дня рождения Лорца, и в своём предисловии он затрагивает историю взаимодействия Лорца с нацистами. Маннс говорит, что Лорц пытался найти «законный» способ для католиков соединиться с нацизмом, попытку, которую он называет ошибкой с серьёзными последствиями, за которую Лорц должен быть признан виновным (и Маннс не включает в том труды того периода). Однако он утверждает, что Лорц сам не был нацистом, и что это доказывается его дружбой с открытыми противниками нацистов, включая Клеменса Августа Графа фон Галена и Макса Йозефа Мецгера.
Был членом католического братства K.D.St.V. Teutonia во Фрайбурге/Юхтланде.

## Публикации
- Katholischer Zugang zum Nationalsozialismus, kirchengeschichtlich gesehen. 1933, 2nd, 3rd ed. 1934
- Die Reformation. Kyrios, 1947
- The Reformation. A Problem For Today. The Newman Press, 1964
- Geschichte der Kirche in ideengeschichtlicher Betrachtung. 1935. (15th and 16th eds. Aschendorff, 1950)
- Die Reformation in Deutschland
  - Том 1. Voraussetzungen. Herder, 1949 (5th ed. 1965)
  - Том 2. Ausbau der Fronten, Unionsversuche, Ergebnis. Herder, 1949 (4th ed. 1952)
- Bernhard von Clairvaux, Mönch und Mystiker. Steiner, 1955
- (with Walther von Loewenich and Fyodor Stepun Europa und das Christentum. Zabern 1959. ISBN 3-8053-2046-9
- Geschichte der Kirche in ideengeschichtlicher Betrachtung
  - Том 1. Altertum und Mittelalter. 21st ed. Aschendorff, 1962
  - Том 2. Die Neuzeit. 21st ed. Aschendorff, 1964
  - История Церкви, рассмотренная в связи с историей идей: В 2-х т. — М.: Христианская Россия, 1999—2000.
- The Reformation in Germany. 2 vols. New York, Herder and Herder, 1968. ISBN 0-232-48386-8
- (with Erwin Iserloh) Kleine Reformationsgeschichte. 2nd ed. Herder, 1971